# Ātea-1
Ātea-1 war eine vom neuseeländischen Raumfahrtunternehmen Rocket Lab entwickelte Hybridrakete, die 2 kg Nutzlast in eine Höhe von etwa 150 Kilometern starten konnte. Die Rakete war einstufig, etwa 6 Meter lang und hatte einen Durchmesser von 15 cm, das Gewicht beim Start betrug 60 kg. Das Triebwerk verwendete Treibstoff auf Polymerbasis und flüssiges (kryogenes) Lachgas als Oxidator. Die Schubkraft betrug ca. 6,89 kN (1550 lbf) für einen Zeitraum von bis zu 14,5 Sekunden.
Am 30. November 2009 startete die Rakete ein einziges Mal von Great Mercury Island (Neuseeland) und flog etwa 100 km hoch. Die geplante Ātea-2 wurde nicht realisiert.